# Nina Txeremíssina
Nina Txeremíssina (rus: Нина Викторовна Черемисина)  (Pskov, 14 de desembre de 1946) és una ex-remadora russa que va competir sota bandera de la Unió Soviètica durant les dècades de 1970 i 1980.
El 1980 va prendre part en els Jocs Olímpics de Moscou, on disputà dues proves del programa de rem. Guanyà la medalla de plata en la competició del quàdruple scull amb timoner formant equip amb Antonina Pustovit, Yelena Matievskaya, Olga Vasilchenko i Nadezhda Lyubimova; i la de bronze en el quatre amb timoner, formant equip amb Maria Fadeeva, Svetlana Semenova, Galina Sovetnikova i Marina Studneva. En el seu palmarès també destaquen tres medalles d'or i una de bronze al Campionat del món de rem.